# Erik Bergkvist
Erik Bergkvist, né le 1er mai 1965 à Norsjö (Västerbotten) et mort le 20 février 2024 à Umeå (Västerbotten),, est un homme politique social-démocrate (SAP) suédois.